# Fenrir (mjesec)
Fenrir (također Saturn XLI) je prirodni satelit planeta Saturn. Vanjski nepravilni satelit iz Inuitske grupe s oko 4 kilometra u promjeru i orbitalnim periodom od 1269.362 dana.